# Weingarten (Haibach)
Weingarten ist ein Weiler und ein Ortsteil der Gemeinde Haibach im niederbayerischen Landkreis Straubing-Bogen. Weingarten liegt einen Kilometer nordöstlich des Ortskerns von Haibach.

## Einwohnerentwicklung
| Jahr        | 1770 | 1829 | 1838 | 1871 | 1875 | 1885 | 1900 | 1925 | 1950 | 1961 | 1970 | 1987 |
| ----------- | ---- | ---- | ---- | ---- | ---- | ---- | ---- | ---- | ---- | ---- | ---- | ---- |
| Einwohner   |      |      | 23   | 18   | 18   | 21   | 11   | 33   | 46   | 29   | 30   | 18   |
| Wohngebäude | 2    | 2    | 2    |      |      | 4    | 3    | 5    | 7    | 6    |      | 6    |

## Geschichte
Erwähnt wird Weingarten als eines der Güter, die 1439 an Hans von Sattelbogen zu Geltolfing verkauft werden.
Eine weitere frühe Erwähnung von Weingarten erfolgte im 1770 abgefassten Hofanlagebuch zur Hofmark Haibach, in dem für Weingarten zwei Anwesen aufgeführt werden und die Hofmarksherrschaft über 2 Dreiviertel-Höfe. In der Uraufnahme aus der Zeit zwischen 1808 und 1864 sind zwei Anwesen mit den Hausnummern 61 und 62 dargestellt.